# The Five Keys
The Five Keys fue un grupo vocal estadounidense de rhythm and blues que jugó un papel decisivo en la formación de este género en la década de 1950.

## Historia
Se formaron con el nombre original de Sentimental Four en Newport News (Virginia), a finales de la década de 1940, e inicialmente estaban formados por dos grupos de hermanos: Rudy West y Bernie West, y Ripley Ingram y Raphael Ingram. Raphael Ingram dejó el grupo en 1949 y Maryland Pierce y Thomas 'Dickie' Threatt entraron en la formación que pasó a denominarse The Five Keys.
Firmaron con la compañía discográfica Aladdin Records en 1951 y en 1952 Rudy West dejó el grupo para unirse al ejército de los Estados Unidos, siendo reemplazado por Ulysses K. Hicks. Cuando Hicks murió de un ataque al corazón en Boston en 1955, Rudy West volvió al grupo. En 1954, Dickie Smith se fue y fue reemplazado por Ramón Loper. En este punto, el grupo firmó un nuevo contrato discográfico con Capitol Records y su popularidad aumentó, aunque se utilizó más instrumentación.
El grupo fue incluido en el Salón de la Fama del Grupo Vocal en 2002. Rudy West murió de un infarto el 14 de mayo de 1998 a los 65 años. Ramón Loper falleció el 16 de octubre de 2002, tras una breve enfermedad.
Dickie Threatt, tenor principal de 1958 a 1961, murió el 9 de octubre de 2007 en Newport News (Virginia).

## Discografía

### Álbumes
- The Best of the Five Keys (Aladdin 1956)
- The Five Keys on the Town (Score 1957)
- The Five Keys on Stage (Capitol 1957)
- The Five Keys (King 1960)
- Rhythm and Blues Hits Past and Present (King 1960)
- The Fantastic Five Keys (Capitol 1962)

### Sencillos
- 1951 "The Glory of Love"
- 1951 "It's Christmas Time"
- 1952 "Yes Sir, That's My Baby"
- 1952 "Darling"
- 1952 "Be Anything But Be Mine"
- 1952 "Mistakes"
- 1952 "I Hadn't Anyone Till You"
- 1952 "I Cried for You"
- 1953 "Can't Keep From Crying"
- 1953 "Mama (Your Daughter Told a Lie on Me)"
- 1953 "These Foolish Things"
- 1953 "Teardrops in Your Eyes"
- 1953 "Oh Babe!"
- 1954 "Love My Loving"
- 1954 "Deep in My Heart"
- 1954 "Ling, Ting, Tong"
- 1955 "Close Your Eyes"
- 1955 "My Love"
- 1955 "The Verdict"
- 1955 "Don't You Know I Love You"
- 1955 "'Cause You're My Lover"
- 1955 "Gee Whittakers!"
- 1956 "Story of Love"
- 1956 "What Goes On"
- 1956 "I Dreamt I Dwelt in Heaven"
- 1956 "Peace and Love"
- 1956 "Out of Sight, Out of Mind"
- 1956 "Wisdom of a Fool"
- 1957 "Let There Be You"
- 1957 "It's a Groove"
- 1957 "The Blues Don't Care"
- 1957 "The Face of an Angel"
- 1957 "Do Anything"
- 1957 "From Me to You"
- 1958 "With All My Love"
- 1958 "Handy Andy"
- 1958 "One Great Love"
- 1959 "I Took Your Love for a Toy"
- 1959 "Dream On"
- 1960 "How Can I Forget You"
- 1960 "Gonna Be Too Late"
- 1960 "I Didn't Know"
- 1960 "Valley of Love"
- 1961 "Stop Your Crying"
- 1962 "Out of Sight, Out of Mind"
- 1962 "From the Bottom of My Heart"
- 1964 "I'll Never Stop Loving You"
- 1967 "Hey Girl"
- 1973 "Goddess of Love"